# 出川雄二郎
出川 雄二郎（でがわ ゆうじろう、1909年（明治42年）5月31日 - 1997年（平成9年）4月24日）は、昭和から平成時代の日本の計算機科学者、通信技術者。

## 経歴・人物
1933年（昭和8年）東京工業大学電気工学科を卒業後、同大学助手を経て、1934年（昭和9年）日本電気（NEC）に入社し、通信技術の研究開発に従事する。多重通信における非直線ひずみの研究や二重平衡変調器の発明などに尽力し、これら研究により1943年（昭和18年）東京工業大学より工学博士の学位を授与される。ほか、同軸ケーブルによる広帯域通信技術の研究なども行った。1957年（昭和32年）日本電気にてコンピュータの製品化・事業化を目指し新組織を編成。電気試験所が開発したETL Mark Iの技術を応用し、翌年の1958年（昭和33年）9月、NEAC-2201を完成させ、翌年の1959年（昭和34年）には本格的なEDPシステムとしてNEAC-2203を製品化し市場に送り出した。さらに1962年（昭和37年）ハネウェルとの技術提携を推進し事業の拡大を図り、1966年（昭和41年）全IC化大型コンピュータNEAC 2200/500を完成させた。その後、1965年（昭和40年）日本電気常務取締役、1970年（昭和45年）専務取締役を歴任し、1974年（昭和49年）日電東芝情報システムを設立し社長に就任。日本電気、東芝両社の共同によるACOS 77シリーズの開発を推進する。ほか、情報処理学会理事・会長などを歴任、1975年（昭和50年）電子通信学会名誉会員、1976年（昭和51年）情報処理学会名誉会員となった。1959年（昭和34年）紫綬褒章、1978年（昭和53年）藍綬褒章、1979年（昭和54年）勲三等瑞宝章受章。